# Albert Gebhard

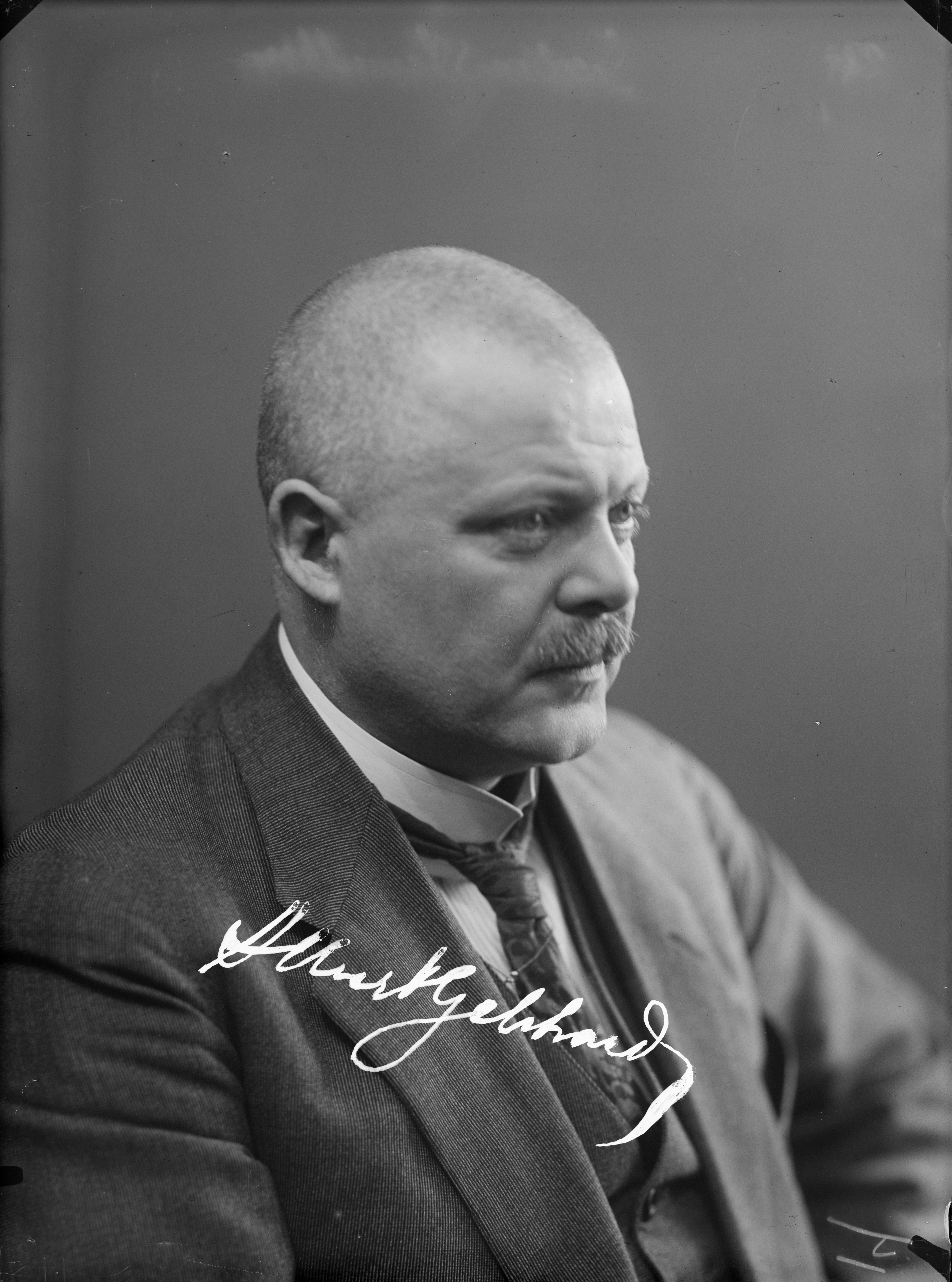
Albert Gebhard.

Albert Gebhard, född 26 april 1869 i Toholampi, död 15 maj 1937 i Helsingfors, var en finländsk konstnär.
Albert Gebhard var 1897–1907 lärare i målning vid Konstföreningens ritskola i Helsingfors. Gebhard har utfört porträtt, genremotiv och landskap av stor friskhet och originalitet. Som dekoratör (bland annat i finska paviljongen vid världsutställningen i Paris 1900), och som tecknare tog Gebhard till en början intryck av jugendstilen.
Albert Gebhard var kusin till ekonomen Hannes Gebhard och far till Johannes Gebhard.
Han är begravd på Sandudds begravningsplats i Helsingfors.